# مدرسة الأتابكية (دمشق)
مدرسة أتابكية هي مدرسة تقع خارج أسوار دمشق القديمة بجادة حي المدارس بمنطقة الصالحية، أنشأتها  سيف الدين الغازي ابن المجاهد عماد الدين الزنكي 
.
شيدت  ،هذه مدرسة ف  سنة540 هجري / 1140م.
يوجد لها صور في أرشيف كريزويل الموجود في مكتبة الكتب النادرة بالجامعة المجاهدين بالقاهرة